# Premio a lo Chileno
Premio a lo Chileno fue un galardón entregado entre 1998 y 2007 por la empresa chilena IANSA a aquellas personas, instituciones o agrupaciones que mantuvieran vivas las tradiciones chilenas. Desde 2000, el Premio a lo Chileno estuvo patrocinado por la Corporación del Patrimonio Cultural de Chile, a través de la ley de Donaciones Culturales. El premio consistía en un diploma simbólico y 15 millones de pesos.

## Ganadores
- 1998 - Comuna de Yerbas Buenas
- 1999 - Federación del Rodeo Chileno
- 2000 - Federación de Criadores de Caballos Chilenos
- 2001 - Margot Loyola
- 2002 - Tierra Adentro
- 2003 - Los Huasos Quincheros
- 2004 - Vicente Bianchi
- 2005 - Los Grillitos de Graneros
- 2006 - Carlos Cardoen
- 2007 - Chamanteras de Doñihue[1]